# Широкий, Феофан Сергеевич
Феофан Сергеевич Широкий (1894—1979) — генерал-майор Советской Армии, участник Первой мировой, Гражданской и Великой Отечественной войн.

## Биография
Родился 16 октября 1894 года в селе Михалёво (ныне — Могилёвский район Могилёвской области Белоруссии). В сентябре 1915 года был призван на службу в царскую армию. Окончил трёхмесячные курсы авиационных мотористов в Гатчинской военной авиационной школе. Участвовал в подавлении Корниловского мятежа.
После Октябрьской революции служил в Красной Армии мотористом авиационного поезда. Участвовал в боях Гражданской войны, воевал против войск адмирала Колчака, Добровольческой армией Деникина, боях на Украине, в Белоруссии, на Брянщине.
После окончания войны продолжил службу в армии. В 1923 году окончил Егорьевскую военно-теоретическую школу авиации Рабоче-крестьянского воздушного флота, в 1925 году — Серпуховскую военную школу воздушной стрельбы и бомбометания. Служил военным лётчиком в строевых частях. В 1930 году окончил курсы усовершенствования лётного состава при Военно-воздушной инженерной академии имени Н. Е. Жуковского, после чего служил на командных должностях в авиационных частях сначала в Харькове, а затем на Дальнем Востоке.
В июле 1938 года был уволен из рядов Вооружённых Сил СССР и арестован органами НКВД СССР. В декабре 1939 года следствие было прекращено, и он был восстановлен в кадрах.

## Великая Отечественная война
Начало Великой Отечественной войны встретил в должности заместителя командира 51-й дальне-бомбардировочной авиационной дивизии Военно-воздушных сил Ленинградского военного округа.
Участвовал в боях на территории Белоруссии, битве за Москву, Сталинградской битве. Лично бомбил вражеские объекты в глубоком тылу противника. С мая 1943 года в звании полковника командовал 7-й гвардейской авиационной дивизией дальнего действия. Участвовал в Курской битве, освобождении Украинской ССР и Крыма. С 5 ноября 1944 года – генерал-майор авиации. В конце того же года дивизия была преобразована в 7-ю гвардейскую бомбардировочную авиационную дивизию Авиации дальнего действия СССР. Затем она участвовала в освобождении Венгрии, Польши, боях в Восточной Пруссии.

## В отставке
В ноябре 1946 года был уволен в запас. Проживал в Киеве, возглавлял Киевское областное отделение объединения «Укрфото». Умер 20 января 1979 года, похоронен на Лукьяновском военном кладбище Киева.

Могила Ф. С. Широкого на Лукьяновском военном кладбище

Был награждён орденами Ленина, Красного Знамени, Суворова 2-й степени, Александра Невского, двумя орденами Красной Звезды и рядом медалей.